# Heterohabditis bacteriophora
Heterohabditis bacteriophora är en rundmaskart som beskrevs av Poinar 1975. Heterohabditis bacteriophora ingår i släktet Heterohabditis och familjen Heterohabditidae. Inga underarter finns listade i Catalogue of Life.